# Heiligkreuzkirche (Cieszyn)

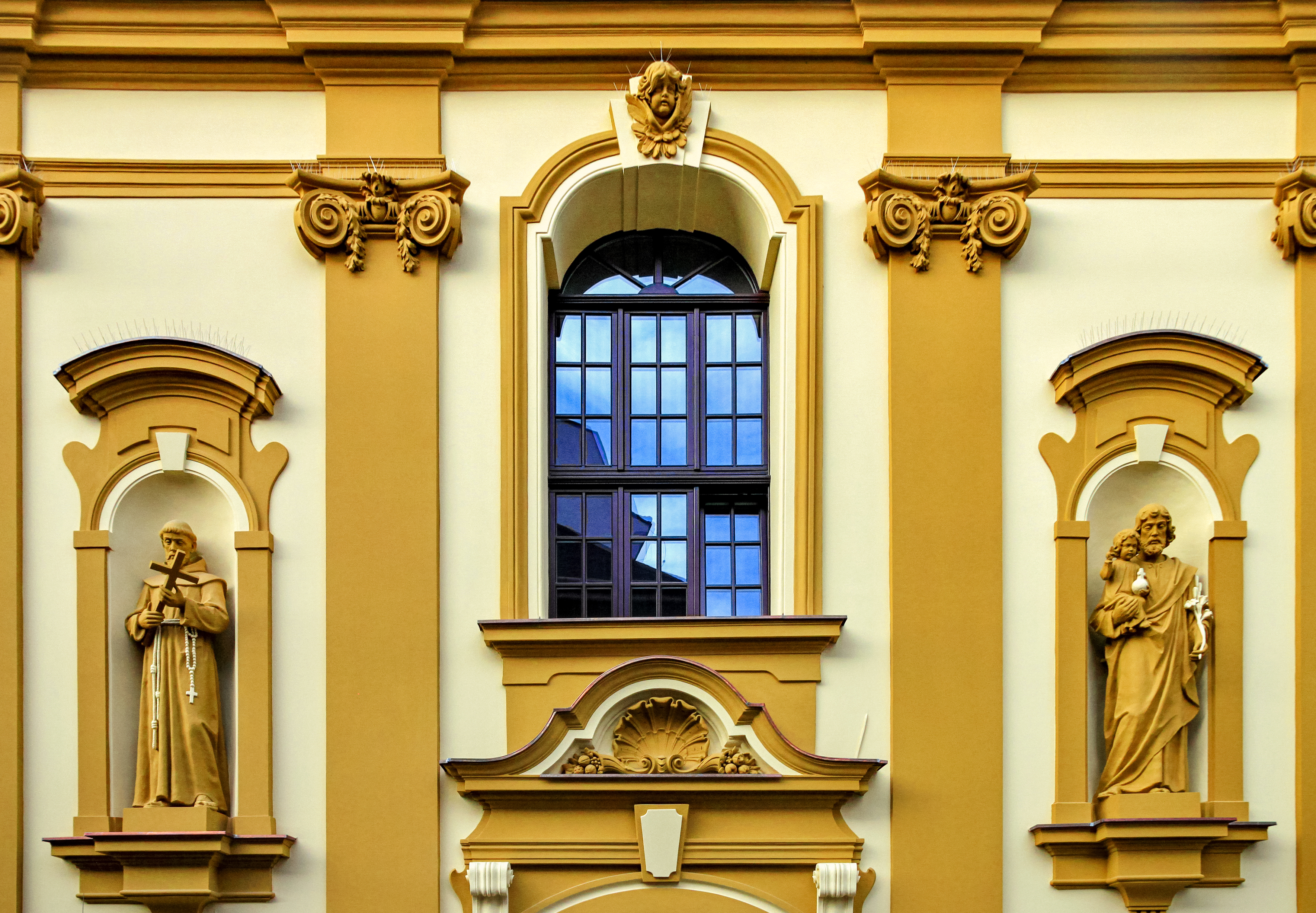
Fassade

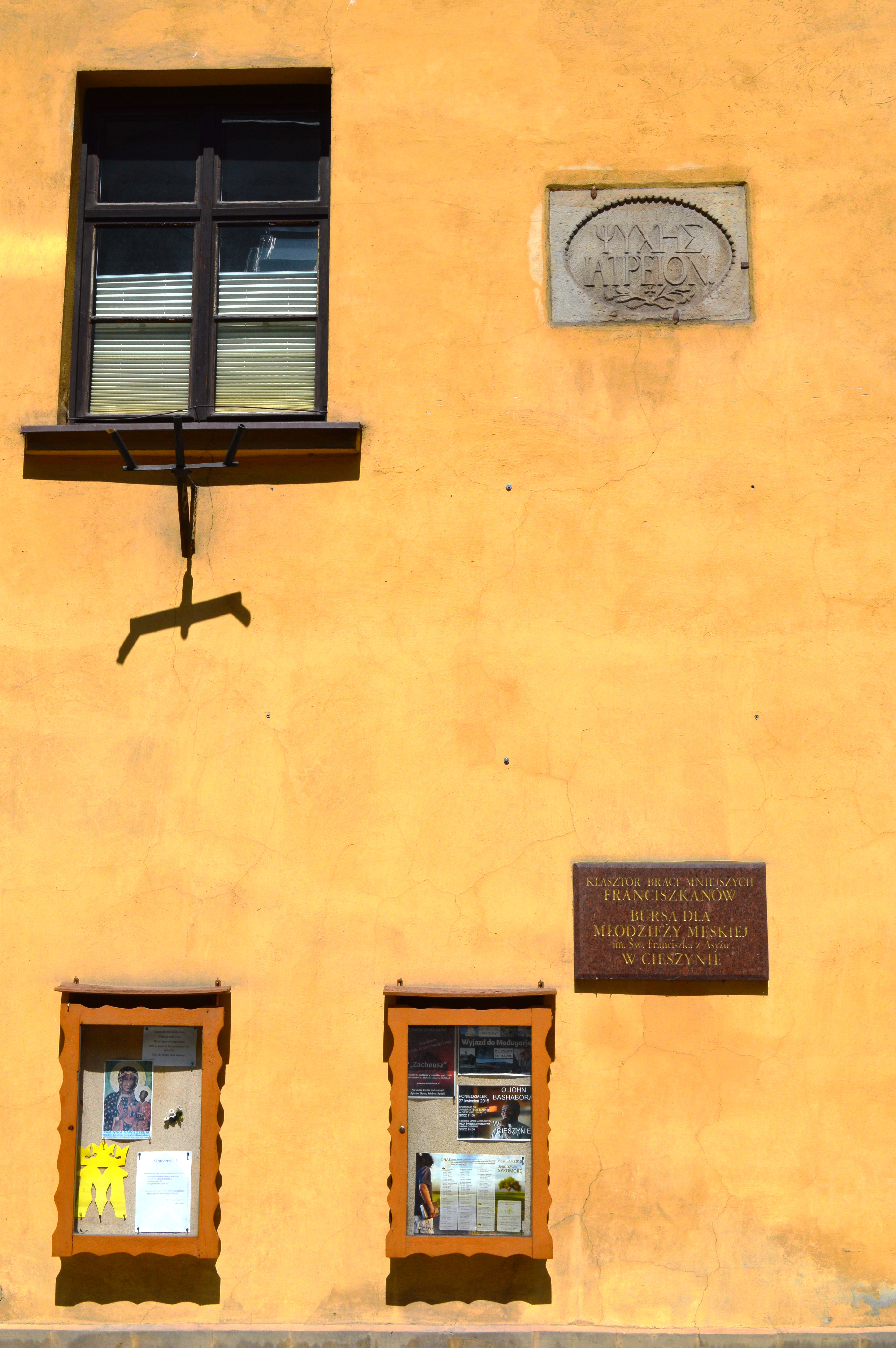
Klostergebäude bei der Kirche

Die katholische Kirche Heiliges Kreuz (ehemaliges Jesuitenkolleg polnisch Kościół św. Krzyża i dawne kolegium Jezuitów) in Cieszyn, Polen, ist eine katholische Kirche östlich des Marktplatzes der Altstadt in der ul. Księdza Leopolda Szersznika. Daneben steht noch das Klostergebäude, zu dem auch ein Gymnasium gehörte. Nach Auflösung des Ordens wurde das Gebäude Gymnasialkirche.

## Geschichte
Die Kirche wurde im 1648 im Stil des Barocks als herzogliche Kapelle erbaut und 1670 von den Jesuiten übernommen, die sie 1707 vergrößerten. Nach dem Jesuitenverbot 1773 wurde die Schule verstaatlicht, die Kirche gehört als Schulkirche dazu. 1781–1782 wurde die Kirche in privater Initiative mit einem Turm ausgebaut, brannte aber 1789 aus und wurde 1789–91 wiederaufgebaut. Im 19. und 20. Jahrhundert wurde sie mehrfach renoviert.

## Der Bau
Es handelt sich um eine dreijochige spätbarocke Saalkirche. In der Hauptfassade stehen Figuren des heiligen Franziskus und Joseph. Im Inneren findet sich ein spätbarocker Hauptaltar vom Ende des 18. Jahrhunderts und ein Kreuzigungsgemälde aus der gleichen Zeit sowie ein Muttergottesaltar.
Das Kloster wurde nach Auflösung des Ordens vom Jesuiten Leopold Jan Szersznik (1747–1814) gekauft und zu einer Bibliothek und dem ersten Teschener Museum (bis 1934) umgebaut. Heute ist es ein Minoritenkloster mit Internat, der Orden nutzt auch die dazugehörende Kirche.